# غاري بارنز
غاري بارنز (بالإنجليزية: Gary Barnes)‏ هو لاعب كرة قدم أمريكية أمريكي، ولد في 13 سبتمبر 1939 في فالي في الولايات المتحدة.

## وصلات خارجية
- غاري بارنز على موقع مرجع كرة القدم المحترفة.كوم (الإنجليزية)